# Peter Mennel

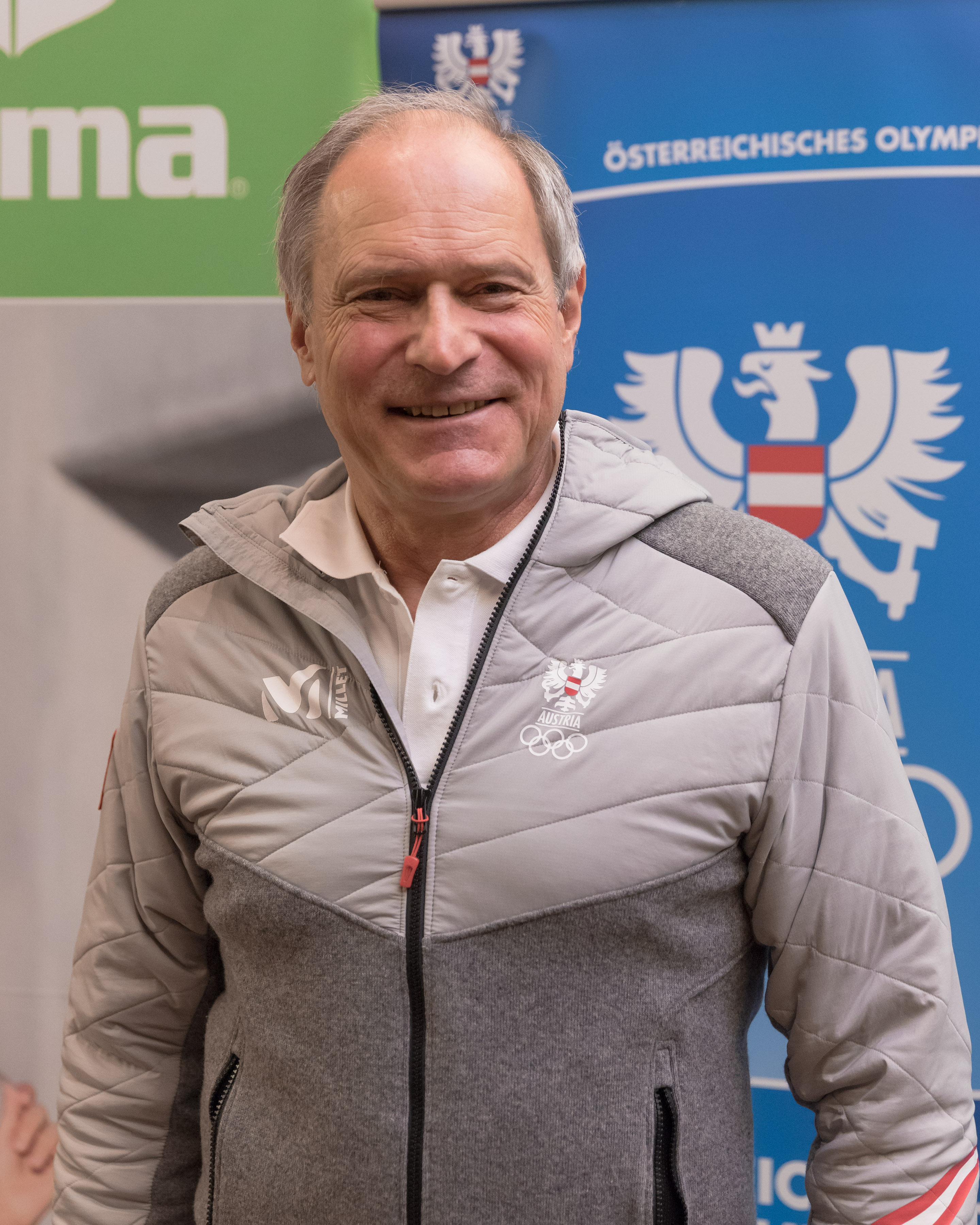
Peter Mennel (2018)

Peter Mennel (* 5. Mai 1955 in Bregenz) ist ein österreichischer Jurist und Generalsekretär des Österreichischen Olympischen Comités.

## Leben
Peter Mennel war nach dem Studium der Rechtswissenschaften knapp 30 Jahre im Bankwesen tätig, zuletzt als Vorstandsvorsitzender beauftragt mit der Sanierung der Sparkasse Bregenz Bank AG. Im Oktober 2010 wechselte der Vorarlberger als Generalsekretär zum Österreichischen Olympischen Comité nach Wien.
Neben seiner hauptamtlichen Tätigkeit beim ÖOC ist Peter Mennel auch Finanzreferent des Österreichischen Skiverbandes (seit 1999), Präsident der Erste Bank Eishockey-Liga (EBEL, von 2013 bis 2019) und Vorsitzender der Marketing- und Kommunikations-Kommission der Europäischen Olympischen Komitees (seit 2014). Von 2007 bis 2013 war der zweifache Familienvater auch OK-Chef des "Sparkasse Drei-Länder-Marathons" in Bregenz, 2015 fungierte er als OK-Chef der Europäischen Olympischen Jugendspiele in Vorarlberg und Liechtenstein (25. – 30. Jänner).
Peter Mennel ist verheiratet und Vater zweier Töchter. Seine Schwester Bernadette Mennel ist Lehrerin und ÖVP-Politikerin. Zu seinen Hobbys zählen u. a. das Fliegen und das Extrembergsteigen. Im Jahre 2007 absolvierte er die 138. eingetragene Weltumrundung (mit einem einmotorigen Flugzeug) in der Geschichte der internationalen Luftfahrt. Weitere sportliche Erfolge von Peter Mennel sind unter anderem: 9-facher österreichischer Paraski-Meister, Weltmeister und Österreichischer Meister im Helikopter-Navigations- und Präzisionsflug, 2-facher Staatsmeister im Fallschirmspringen (Freifall-Formation).

## Auszeichnungen
- Silbernes Ehrenzeichen für Verdienste um die Republik Österreich
- Goldenes Sportehrenzeichen des Landes Vorarlberg
- Leonardo Da Vinci-Diplom des Internationalen Luftsportverbandes